# Wolfram Kawohl
Wolfram Kawohl (* 22. Oktober 1971 in Dortmund) ist ein deutsch-schweizerischer Arzt für Psychiatrie und Psychotherapie.

## Leben
Wolfram Kawohl studierte nach seinem Abitur von 1992 bis 1999 Medizin an der Rheinisch-Westfälischen Technischen Hochschule in Aachen und war anschließend an Universitätskliniken in Aachen und Zürich klinisch und wissenschaftlich tätig.
Nach Rufen auf Professuren in Deutschland und der Schweiz sowie einer mehrjährigen Gastprofessur an der Leuphana Universität Lüneburg ist er seit 2015 Titularprofessor für Psychiatrie und Psychotherapie an der Universität Zürich.
Von 2016 bis Ende 2020 leitete Wolfram Kawohl die Klinik für Psychiatrie und Psychotherapie der Psychiatrischen Dienste Aargau AG (PDAG) mit ihren ambulanten, teilstationären und stationären Einrichtungen. Seit Jahresbeginn 2021 ist er als Ärztlicher Direktor der Privatklinik Clienia Schlössli AG tätig.

## Wissenschaftliche Beiträge
Kawohls wissenschaftliche Arbeiten umfassen einerseits Beiträge zur Erforschung klinisch-neurophysiologischer Aspekte psychischer Funktionen, Störungen und Risikozustände und andererseits zum Zusammenhang zwischen Arbeit und psychischer Gesundheit und Krankheit. Dabei werden insbesondere auch gesundheitsfördernde Aspekte der Arbeit sowie die Verbesserung der Chancen, trotz psychischer Erkrankung zu arbeiten, berücksichtigt.
2015 publizierte Kawohl als Seniorautor zusammen mit dem Soziologen Carlos Nordt in The Lancet Psychiatry eine vielbeachtete Studie zum Zusammenhang zwischen Arbeitslosigkeit und Suizid. Die dazugehörige Medienmitteilung der Universität Zürich war die meistzitierte des Jahres 2015. Neben schweizerischen Medien  berichteten u. a. «Spiegel», «Le Figaro», «Economic Times», Radiostationen sowie indische und asiatische Portale insgesamt 540 Mal darüber.
Kawohl beschäftigt sich außerdem mit psychopathologischen und pathophysiologischen Grundlagen und der Behandlung des Gilles de la Tourette-Syndroms.

## Schriften

### Bücher (Auswahl)

#### Als Herausgeber
- Wulf Rössler, Wolfram Kawohl: Soziale Psychiatrie: Das Handbuch für die psychosoziale Praxis. Band 1: Grundlagen. Kohlhammer, Heidelberg 2013, ISBN 978-3-17-021987-8.
- Wulf Rössler, Wolfram Kawohl: Soziale Psychiatrie: Das Handbuch für die psychosoziale Praxis. Band 2: Anwendung. Kohlhammer, Heidelberg 2013, ISBN 978-3-17-021988-5.
- Wolfram Kawohl, Wulf Rössler: Arbeit und Psyche: Grundlagen, Therapie, Rehabilitation, Prävention: Ein Handbuch. Kohlhammer, Heidelberg 2018, ISBN 978-3-17-025762-7.

#### Als Übersetzer
- Mal Leicester: Leben mit Tourette-Syndrom: Ein Ratgeber für Betroffene, Angehörige, Therapeuten und Lehrer. Kohlhammer, Heidelberg 2015, ISBN 978-3-17-029721-0.

### Aufsätze (Auswahl)
- W. Kawohl, C. Wyss, P. Roser, M. Brüne, W. Rössler, G. Juckel: Sozialpsychiatrie und Neurobiologie. Eine längst fällige Annäherung am Beispiel der Schizophrenie. In: Nervenarzt. Band 88, Nr. 5, Mai 2017, S. 510–519. doi:10.1007/s00115-016-0179-9
- N. T. Telle, J. Moock, S. Heuchert, V. Schulte, W. Rössler, W. Kawohl: Job Maintenance through Supported Employment PLUS: A Randomized Controlled Trial. In: Front Public Health. Band 4, 20. Sep 2016, S. 194. eCollection 2016
- F. Hagenmuller, K. Heekeren, M. Meier, A. Theodoridou, S. Walitza, H. Haker, W. Rössler, W. Kawohl: The Loudness Dependence of Auditory Evoked Potentials (LDAEP) in individuals at risk for developing bipolar disorders and schizophrenia. In: Clin Neurophysiol. Band 127, Nr. 2, Feb 2016, S. 1342–1350. doi:10.1016/j.clinph.2015.10.050. Epub 2015 Nov 11
- S. Viering, M. Jäger, B. Bärtsch, C. Nordt, W. Rössler, I. Warnke, W. Kawohl: Supported Employment for the Reintegration of Disability Pensioners with Mental Illnesses: A Randomized Controlled Trial. In: Front Public Health. Band 3, 20. Okt 2015, S. 237. doi:10.3389/fpubh.2015.00237. eCollection 2015
- C. Nordt, I. Warnke, E. Seifritz, W. Kawohl: Modelling suicide and unemployment: a longitudinal analysis covering 63 countries, 2000-11. In: Lancet Psychiatry. Band 2, Nr. 3, Mar 2015, S. 239–245. doi:10.1016/S2215-0366(14)00118-7. Epub 2015 Feb 25
- W. Kawohl, S. Bunse, K. Willmes, A. Hoffrogge, H. Buchner, W. Huber: Semantic event-related potential components reflect severity of comprehension deficits in aphasia. In: Neurorehabil Neural Repair. Band 24, Nr. 3, Mar-Apr 2010, S. 282–289. doi:10.1177/1545968309348311. Epub 2009 Oct 27
- W. Kawohl, F. Schneider, I. Vernaleken, I. Neuner: Aripiprazole in the pharmacotherapy of Gilles de la Tourette syndrome in adult patients. In: World J Biol Psychiatry. Band 10, Nr. 4 Pt 3, 2009, S. 827–831. doi:10.1080/15622970701762544
- W. Kawohl, A. Brühl, G. Krowatschek, D. Ketteler, U. Herwig: Functional magnetic resonance imaging of tics and tic suppression in Gilles de la Tourette syndrome. In: World J Biol Psychiatry. Band 10, Nr. 4 Pt 2, 2009, S. 567–570. doi:10.1080/15622970802118356
- W. Kawohl, E. Habermeyer: Free will: reconciling German civil law with Libet's neurophysiological studies on the readiness potential. In: Behav Sci Law. Band 25, Nr. 2, 2007, S. 309–320.